# Glenn R. Conrad
Pour les articles homonymes, voir Conrad.
Glenn R. Conrad (né le 3 septembre 1932 à La Nouvelle-Ibérie et mort le 4 juin 2003 dans la même ville) est un historien américain. Diplômé de l'université de Georgetown, il dirige le centre pour les études louisianaises à l'université de la Louisiane à Lafayette. Il s'est surtout intéressé à l'histoire de la Louisiane de l'époque coloniale  à la période contemporaine.

## Ouvrages publiés
- Creed of a congressman: F. Edward Hébert of Louisiana, 1970
- The first families of Louisiana, 1970
- Historical journal of the settlement of the French in Louisiana, 1971
- Saint-Jean-Baptiste des Allemands: Abstracts of the civil records of St. John the Baptist Parish, with genealogy and index, 1753-1803, 1972
- St. Charles: Abstracts of the civil records of St. Charles Parish, 1700-1803
- The courthouses of Louisiana, 1977
- Readings in Louisiana history, 1978
- New Iberia: Essays on the town and its people, 1979
- The German Coast: Abstracts of the civil records of St. Charles and St. John the Baptist parishes, 1981
- A selected bibliography of scholarly literature on colonial Louisiana and New France, 1982
- Gone but not forgotten": Records from south Louisiana cemeteries, 1983
- A Dictionary of Louisiana biography, 1988
- Land records of the Attakapas District, 1990
- Crevasse!: The 1927 flood in Acadiana